# Strip Me
Strip Me è il terzo album della cantante inglese Natasha Bedingfield, pubblicato il 7 dicembre 2010. L'uscita dell'album è stata anticipata dal singolo promozionale Touch e da Strip Me, traccia che dà il nome all'album.
In Europa, Strip Me è stato in seguito ripubblicato nel maggio 2011, con il titolo di Strip Me Away, contenente ulteriori tracce.

## Tracce

### Strip Me
1. Little Too Much (Natasha Bedingfield, John Hill, Jonas Myrin) – 3:30
2. All I Need feat. Kevin Rudolf (Natasha Bedingfield, Danielle Brisebois, John Shank, Kevin Rudolf) – 3:45
3. Strip Me (Natasha Bedingfield, Ryan Tedder, Wayne Wilkins) – 3:29
4. Neon Lights (Natasha Bedingfield, Ryan Tedder, Wayne Wilkins) – 3:44
5. Weightless (Natasha Bedingfield, Steve Kipner, Wayne Wilkins, Andre Merritt) – 3:55
6. Can't Fall Down (Natasha Bedingfield, Steve Kipner, Andrew Frampton, Wayne Wilkins) – 4:09
7. Try (Natasha Bedingfield, Danielle Brisebois, John Shank) – 3:16
8. Touch (Natasha Bedingfield, Steve Kipner, Julian Bunetta) – 3:47
9. Run-Run-Run (Natasha Bedingfield, John Hill, Jonas Myrin) – 3:06
10. Break Thru (Natasha Bedingfield, Andreas Kleerup, Jonas Myrin) – 4:07
11. No Mozart (Natasha Bedingfield, Steve Kipner, Andrew Frampton, Wayne Wilkins) – 3:48
12. Recover (Natasha Bedingfield, Eg White) – 3:49
13. Weightless (Less Is More Version) (Natasha Bedingfield, Steve Kipner, Wayne Wilkins, Andre Merritt) – 4:31

### Strip Me Away
1. Pocketful of Sunshine (Natasha Bedingfield, Danielle Brisebois, John Shank) – 3:23
2. Little Too Much (Natasha Bedingfield, John Hill, Jonas Myrin) – 3:30
3. All I Need feat. Kevin Rudolf (Natasha Bedingfield, Danielle Brisebois, John Shank, Kevin Rudolf) – 3:45
4. Strip Me (Natasha Bedingfield, Ryan Tedder, Wayne Wilkins) – 3:29
5. Neon Lights (Natasha Bedingfield, Ryan Tedder, Wayne Wilkins) – 3:44
6. Weightless (Natasha Bedingfield, Steve Kipner, Wayne Wilkins, Andre Merritt) – 3:55
7. Can't Fall Down (Natasha Bedingfield, Steve Kipner, Andrew Frampton, Wayne Wilkins) – 4:09
8. Try (Natasha Bedingfield, Danielle Brisebois, John Shank) – 3:16
9. Touch (Natasha Bedingfield, Steve Kipner, Julian Bunetta) – 3:47
10. Run-Run-Run (Natasha Bedingfield, John Hill, Jonas Myrin) – 3:06
11. Break Thru (Natasha Bedingfield, Andreas Kleerup, Jonas Myrin) – 4:07
12. No Mozart (Natasha Bedingfield, Steve Kipner, Andrew Frampton, Wayne Wilkins) – 3:48
13. Recover (Natasha Bedingfield, Eg White) – 3:49
14. Weightless (Less Is More Version) (Natasha Bedingfield, Steve Kipner, Wayne Wilkins, Andre Merritt) – 4:31
15. Put Your Arms Around Me (Natasha Bedingfield, Steve Kipner, Andrew Frampton, Wayne Wilkins) – 3:43
16. Unexpected Hero (Natasha Bedingfield, Dan Carey) – 3:22